# Angüés
Angüés es una localidad y municipio español en la comarca de la Hoya de Huesca, provincia de Huesca, Aragón.

## Geografía

### Núcleos de población
El municipio de Angüés está formado por tres núcleos de población:
- Angüés
- Velillas
- Bespén

### Localidades limítrofes
Al norte Siétamo, Ibieca y Casbas de Huesca. Al este Lascellas-Ponzano, Abiego y Barbuñales. Al sur Antillón, y Blecua. Al oeste Alcalá del Obispo.

## Demografía
Angüés cuenta con una población de 364 habitantes (INE 2024).
| Gráfica de evolución demográfica de Angüés entre 1842 y 2021 |
| |
| Población de derecho según los censos de población del INE Población de hecho según los censos de población del INEEntre el censo de 1970 y el anterior, crece el término del municipio porque incorpora a Velillas Entre el censo de 1981 y el anterior, crece el término del municipio porque incorpora a Bespén |

## Economía

### Evolución de la deuda viva municipal
| Gráfica de evolución de Deuda viva del Ayuntamiento de Angüés entre 2008 y 2019                                |
| |
| Deuda viva del Ayuntamiento de Angüés en miles de Euros según datos del Ministerio de Hacienda y Ad. Públicas. |

## Administración y política
| Período   | Alcalde                       | Partido |  |
| --------- | ----------------------------- | ------- |  |
| 1979-1983 | Lorenzo Casasnovas Villacampa | Ind.    |  |
| 1983-1987 | Lorenzo Casasnovas Villacampa | Ind.    |  |
| 1987-1991 | Lorenzo Casasnovas Villacampa | Ind.    |  |
| 1991-1995 | Lorenzo Tricas Escartín       | PP      |  |
| 1995-1999 | Lorenzo Tricas Escartín       | PP      |  |
| 1999-2003 | José María González Sinde     | PP      |  |
| 2003-2007 | Antonio Moreno Gallardo       | PSOE    |  |
| 2007-2011 | Antonio Moreno Gallardo       | PSOE    |  |
| 2011-2015 | Antonio Moreno Gallardo       | PSOE    |  |
| 2015-2019 | Antonio Moreno Gallardo       | PSOE    |  |
| 2019-2023 | Herminia Ballestín            | MPMA    |  |

| Partido político    | Partido político                                   | 2003   | 2007   | 2011   | 2015   | 2019   |
| Partido político    | Partido político                                   | Ediles | Ediles | Ediles | Ediles | Ediles |
|                     | Mujeres por el Municipio de Angüés (MPMA)          | —      | —      | —      | —      | 4      |
|                     | Partido de los Socialistas de Aragón (PSOE-Aragón) | 7      | 4      | 7      | 7      | 3      |
|                     | Partido Popular de Aragón (PP)                     | —      | —      | —      | 3      | —      |
| Total de concejales | Total de concejales                                | 7      | 7      | 7      | 7      | 7      |

## Fiestas
- Día 3 de febrero en honor de san Blas
- Primer domingo de octubre